# Лещишин, Богдан Григорьевич
Богда́н Григо́рьевич Лещи́шин (укр. Богдан Григорович Лещишин; 25 октября 1982, Дусанов — 12 марта 2022, Гостомель) — украинский военнослужащий, подполковник, участник российско-украинской войны. Герой Украины (25 апреля 2022, посмертно).

## Биография
Богдан Лещишин родился 25 октября 1982 года в селе Дусанов Львовской области.
Окончил Военный институт внутренних войск МВД Украины (2005, специальность — «Автомобили и автомобильное хозяйство»). Проходил службу в 1-м полку охраны особо важных государственных объектов в городе Днепр, Учебном центре ВР (2010—2018, город Золочев), начальником службы охраны труда (2018—2022) 4-й бригады оперативного назначения имени Героя Украины сержанта Сергея Михих.
Участвовал в боях в зоне АТО.
24 февраля 2022 года участвовал в обороне международного грузового аэропорта «Антонов». 12 марта Богдан Лещишин возглавил бронегруппу бригады, которая должна была действовать совместно с подразделениями отдельной механизированной бригады имени Чёрных Запорожцев ВСУ, выдвигавшихся в направлении населённого пункта Гута-Межигорская Вышгородского района. Во время движения колонна подверглась атаки противника. Во время боя подполковник Лещишин получил осколочное ранение бедра, но отказался от эвакуации и продолжил командование подразделением. В это время снаряд попал по позициям гвардейцев, Богдан Григорьевич получил акубаротравму, однако и дальше руководил своим отрядом и корректировал огонь подчинённых. В продолжающемся бою подполковник Лещишин получил новые ранения. Ранения оказались слишком тяжёлыми; погиб Богдан Лещишин в бою 12 марта 2022 года.
24 марта 2022 года Богдан Лещишин похоронен в родном селе Дусанов Львовского района Львовской области. У ветерана остались жена и дочь.

## Награды
- Звание «Герой Украины» с удостоением ордена «Золотая Звезда» (25 апреля 2022, посмертно) — за личное мужество и героизм, проявленные в защите государственного суверенитета и территориальной целостности Украины, верность военной присяге[2].